# Paul Mittmann
Paul Mittmann (* 18. Juni 1868 in Habelschwerdt, Grafschaft Glatz; † 11. Januar 1920 in Breslau, Provinz Niederschlesien) war ein deutscher Kirchenmusiker und Komponist.

## Leben
Paul Mittmann wurde zunächst am Lehrerseminar von Habelschwerdt ausgebildet. 1893 ging er als Lehrer nach Breslau, wo er sich parallel zu seiner Arbeit von Georg Riemenschneider in Musik ausbilden ließ. Ab 1899 wirkte er als Organist und Chordirektor an St. Michael in Breslau, und erhielt 1900 den Titel eines königlich preußischen Musikdirektors. Ab 1913 gab er in der Breslauer Jahrhunderthalle Konzerte an der seinerzeit weltgrößten Orgel.
Mittmann schuf als Komponist zahlreiche Werke für Männer-, Frauen- und gemischten Chor, Klavierlieder sowie Kirchenmusik. Er vertonte diverse Texte der schlesischen Dichter Carl von Holtei, Hermann Bauch und Philo vom Walde (= Johannes Reinelt), darunter das Heemtelied und Mein Schlesierland („Wer die Welt am Stab durchmessen“).

## Werke (unvollständig)

### Kompositionen
- Die weiße Taube. Salonstück für Pianoforte, Op. 20
- Gebet für unsern Kaiser. Lied für großes Orchester, Op. 24
- Sehnsucht nach dem Frühling: „Schöner Frühling, o komm doch wieder“, Op. 27a
- Im Arm der Liebe: „Im stillen Stübchen dämmert die Nacht“ für eine Singstimme mit Pianoforte, Op. 36
- Waldmärchen, Op. 38
- Gruß an Kreisau. Gavotte für Pianoforte, Op. 45
- Mein Schlesierland, Op. 50
- Wiegenliedchen für Streichorchester, Op. 62
- 4 Lieder in schlesischer Mundart, Op. 63 (No. 1. Gellock! (Nicht wahr!): „Und sing ich euch a Liedel“. No. 2. Herzelied: „Is stieht ’ne Weide eim Wiesenthal“. No. 3. De Liebe: „Kee Schluss gitt’s und keen Schlüssel“. No. 4. Heemte-Liedel: „Is der Frühling do“.)
- Jubelmarsch zum Andenken an Theodor Körner für Pianoforte, Op. 65
- Thauperlen. Gavotte für Pianoforte, Op. 66
- „Mein Herz ist am Rheine“, Op. 69
- Schätzel, mucker nich! und andere Lieder in schlesischer Mundart, Op. 72 (Wetterwend’sch. – Untreue. – Abschied. – Jägers Juchhe!)
- Max Heinzel-Marsch für Pianoforte, Op. 74
- Heimatslied: „Rings umkränzt von Bergeszügen“, Op. 74
- Vier Männerchöre Op. 77 (1. Der Wald: „Grüner Wald, o wie süss ist dein Rauschen“. – 2. Mühle im Walde: „Liegt die Mühle tief verschneit“. – 3. Trara: „Es klinget so lieblich aus Waldesgrün“. Jägerlied. – 4. Das erste Lied: „Wer hat das erste Lied erdacht“).
- Kaiserparade. Marsch, Op. 99
- Mein Heimatland (Neues Schlesierlied): „Auch mich zog es mächtig hinaus, hinaus“, Op. 104
- 5 Marienlieder zum Gebrauch bei Maiandachten und anderen Anlässen für gemischten Chor, Op. 106 (No. 1. „Die Nachtigallen singen“. No. 2. Die Maienkönigin: „Maria, Maienkönigin“. No. 3. „Marien lobsinget“. No. 4. Die schmerzhafte Mutter: „Töchter Zions! kommt und weinet“. No. 5. Die Marienblume: „Es blüht der Blumen eine“.)
- Zwei Männerchöre, Op. 106 (1. Am Hertha-See: „Es liegt im Jasmundwalde“. – 2. Dein gedenk’ ich: „Fern von des Südens warmen Borden“)
- Sechs weitere schlesische Lieder, Op. 108 (Der Jäger und sei Schätzel, Die junge Müllern drüben, Entschluss, Liebeslaune, Schwere Last, Wägewarte)
- Papst-Hymne, op. 109
- Über jene blauen Hügel, op. 110
- Am heiligen Abend, Op. 116
- Schläfst du?: „Schläfst du, liebes Mädchen, öffne deine Thür“. Ständchen für Männerchor, Op. 117
- Zwei vierstimmige Männerchöre, Op. 118 (No. 1. Belauscht: „Hast du denn nicht Mariannen gesehn?“ – 2. Die Blume im Thal: „Arme Blum’ im Thal“)
- Wiegenlied, op. 119
- Bischofshymne, op. 127
- 3 Chöre op. 133
- Hoch Kolping („Froh singt zu Kolpings Preis mit Lust“), op. 138a, Text: Domvikar Florentin, Augsburg
- Dem Vaterland! op. 138b
- Missa in G, op. 140
- Album Schlesischer Lieder, op. 146
- Die Engel und die Hirten, op. 154b
- Das Volkslied, op. 155
- Missa in honorem B. M. Virginis in F-Dur, op. 160
- Im deutschen Land, op. 161
- Zwei Frauenchöre, op. 162,1
- Mit Lorbeeren kehrt Ihr heim, op. 163
- Eine Kriegsmesse für gemischten Chor, Op. 167
- Vivat Unitas! Marsch
- Schön Rottraut: „Schön Rottraut lag im grünen Tann“ für Männerchor
- Kolpings Eiche („Über Deutschland und noch weiter breitet Schatten aus ein Baum“), Text: Domvikar Florentin, Augsburg

### Schriften
- Weihnachtsspiele und Weihnachtslieder aus dem schlesischen Gebirge. In: Schlesien. Illustrierte Zeitschrift für die Pflege heimatlicher Kultur. Zeitschrift des Kunstgewerbevereins für Breslau und die Provinz Schlesien. 1, 1907/08, S. 101–107 (Digitalisat).